# 福爾海峽
68°14′S 68°33′W / 68.233°S 68.550°W
福爾海峽（Faure Passage），是南極洲的海峽，位於葛拉漢地的法利埃海岸，處於福爾群島和柯克伍德群島之間的瑪格麗特灣，現時由南極條約體系管理。